# Jack Hill
Pour les articles homonymes, voir Jack Hill (homonymie) et Hill.
Jack Hill est un scénariste et réalisateur américain né le 28 janvier 1933 à Los Angeles.

## Filmographie

### Comme réalisateur
- 1960 : The Host
- 1963 : L'Halluciné (The Terror) (+ scénariste)
- 1966 : Mondo Keyhole (en)
- 1966 : Blood Bath
- 1968 : Spider Baby or, The Maddest Story Ever Told
- 1969 : Pit Stop (en)
- 1970 : Je suis une groupie (Ich, ein Groupie) (+ scénariste)
- 1971 : La muerte viviente coréalisé avec Juan Ibáñez (+ scénariste)
- 1971 : The Big Doll House
- 1972 : The Big Bird Cage
- 1973 : Coffy, la panthère noire de Harlem (Coffy)
- 1974 : Foxy Brown (+ scénariste)
- 1974 : The Swinging Cheerleaders (en)
- 1975 : Les Loubardes (en) (Switchblade Sisters)
- 1982 : Sorceress (en) (+ scénariste)